# Полывяное

Полывяное (укр. Полив'яне) — село,
Полывянский сельский совет,
Миргородский район,
Полтавская область,
Украина.
Код КОАТУУ — 5323285601. Население по переписи 2001 года составляло 388 человек.
Согласно списку населенных мест Полтавской губернии ст. 204 на хуторе Поливяный была Александро-Невская церковь и 2 школы земская и церковно-приходская, 693 мужского и 679 женского пола.
Село указано на трехверстовке Полтавской области. Военно-топографическая карта.1869 года как хутор Поливано.
Является административным центром Полывянского сельского совета, в который, кроме того, входят сёла
Иващенки,
Куповщина и
Радченки.

## Географическое положение
Село Полывяное находится на расстоянии в 1 км от сёл Иващенки и Куповщина.
Вокруг села несколько нефтяных скважин.

## Объекты социальной сферы
- Школа.
- Дом культуры.